# U.S. Robotics
U.S. Robotics (сокращённо USR) — компания, разрабатывающая модемы и сопутствующие технологии. USR является одной из старейших компаний, занимающихся телекоммуникационным оборудованием — она была основана в 1976 году. Название было выбрано основателями компании в честь вымышленной корпорации U.S. Robots and Mechanical Men, Inc. из фантастических произведений Айзека Азимова, занимавшейся производством роботов.
После приобретения Palm, Inc. в 1995 году USR объединилась с 3Com в 1997 году. После отделения от компании 3Com в июне 2000 года у USR оказались все наработки обеих компаний, связанные с модемами. Остальная часть бизнеса (за исключением Palm, которая была выделена в отдельную компанию) осталась частью 3Com и выпускала продукцию под маркой CommWorks Corporation. Новая USR традиционно фокусировалась на диалап-модемах, хотя также производила проводные и беспроводные сетевые устройства. В 2005 году компанию приобрела частная фирма Platinum Equity, а в июне 2013 года она стала подразделением UNICOM Global.

## Модемы

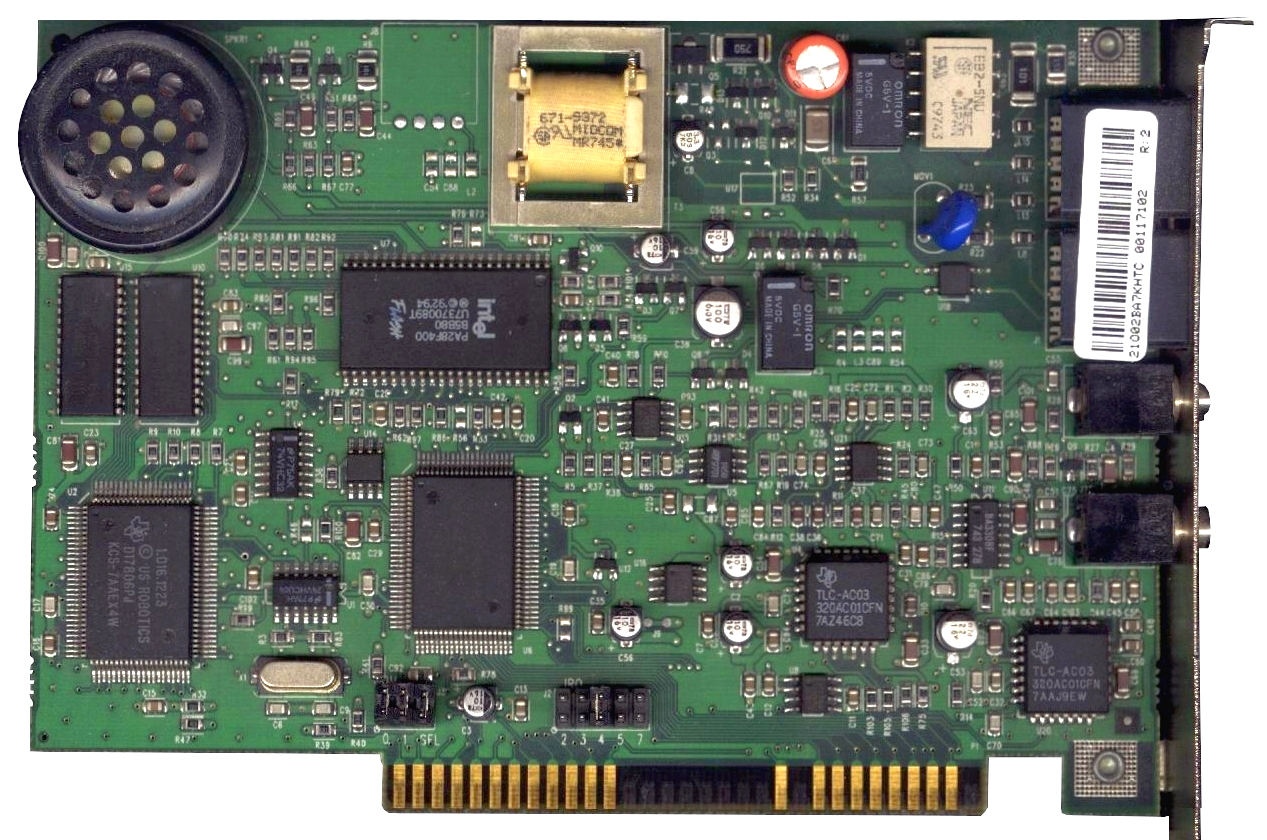
Модем USR Sportster 56k 117102 ISA с поддержкой X2 и V.90

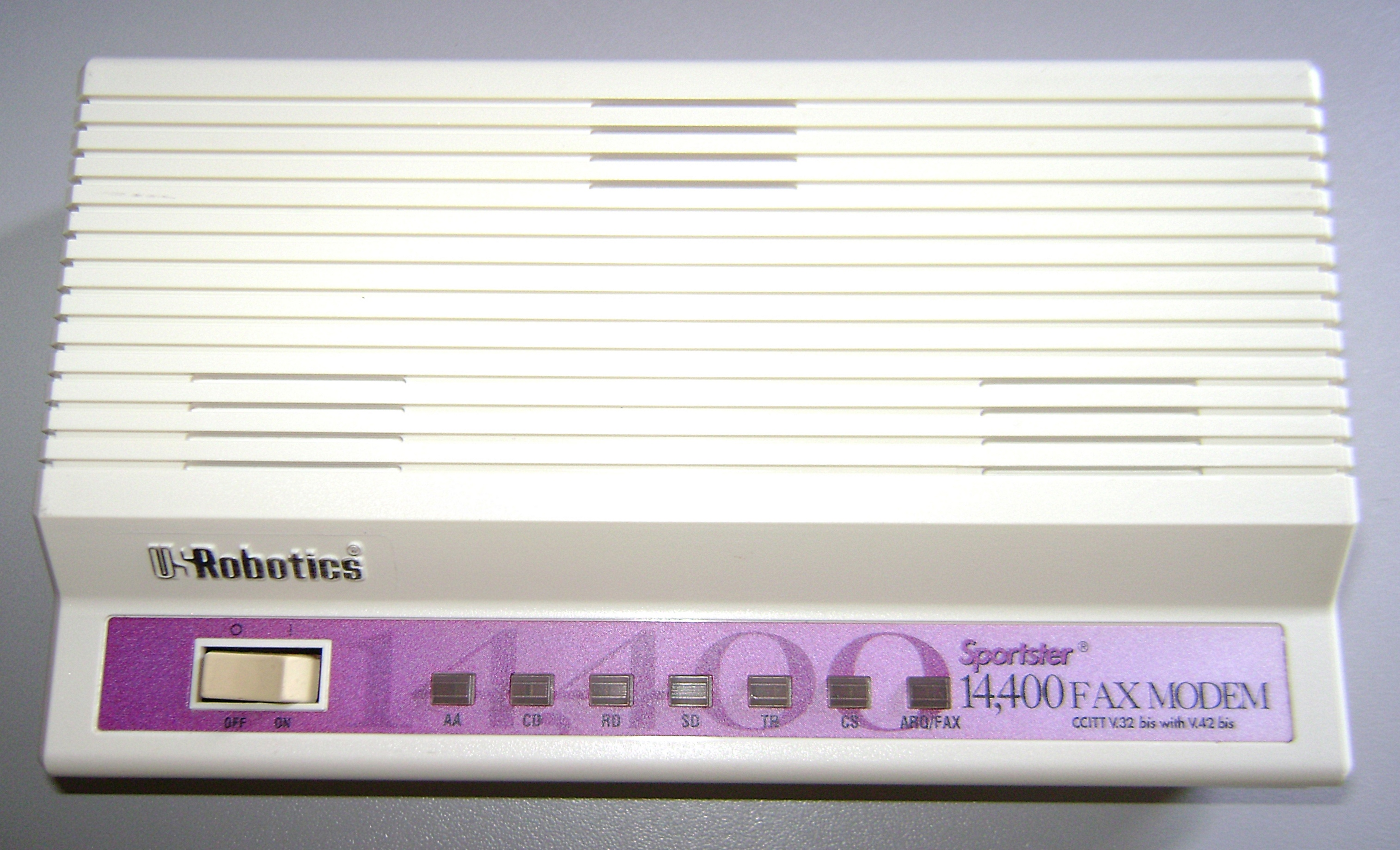
U.S. Robotics Sportster 14,400 Fax Modem (1994 г.)

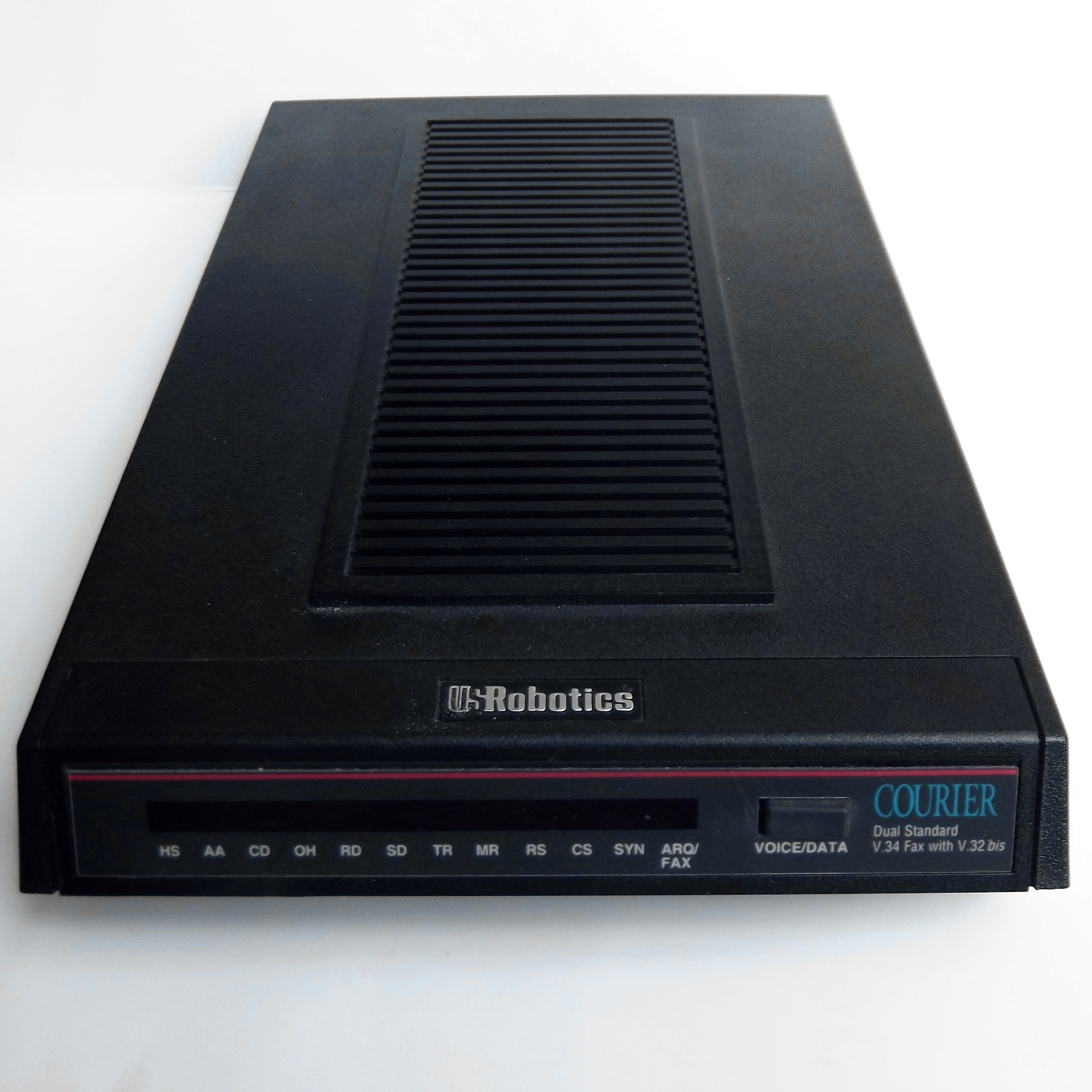
Courier Dual Standard V34 Fax with V32 bis

U.S. Robotics стала одной из первых компаний, изготовлявших недорогие модемы для персональных компьютеров. Высокое качество продукции, поддержка новейших технологий и возможность обновления прошивки модемов сделали компанию лидером на рынке модемов в 1980-х годах. До принятия общих стандартов в области модемных протоколов (например, V.32) компания разработала собственный высокоскоростной протокол — HST (High-Speed Transfer), работающий на скорости 9600 бит в секунду, который позднее был улучшен в 1989 (14400 бит/с), в 1992 (16800 бит/с). Благодаря этому закрытому стандарту USR смогла доминировать на рынке модемов, конкурируя с V.32-совместимыми модемами. Когда HST стал вытесняться, компания стала выпускать модемы, поддерживающие оба стандарта, пока в конце концов не перешла на общепринятый.
Некоторые модели славились своим долгожительством благодаря не только безотказности, но и возможности обновления прошивки модема. Модемы из серии Courier V.Everything, впервые появившиеся в 1994 году и поддерживающие все модемные стандарты вплоть до V.34, могли быть со временем обновлены до V.92, благодаря чему им становились доступны скорости до 56 кбит/с.
В модемах U.S. Robotics Courier V.Everything применяются два процессора: один процессор управления и один сигнальный процессор. В качестве процессора управления применялись процессоры семейства 8088, а затем и 80186, а в качестве сигнального процессора — различные модели DSP производства Texas Instruments. При этом процессор управления имеет доступ к общей памяти программ и при своём запуске загружает микропрограмму сигнального процессора в его собственную оперативную память, после чего общается с только что запрограммированным сигнальным процессором через специальный порт.